# The Punkles
The Punkles war eine 1998 in Hamburg gegründete Punkrockband, die ursprünglich ein Nebenprojekt der Gruppe Prollhead war. Als Joey Lennon, Sid McCartney, Dee Dee Harrison und Markey Starkey spielten sie Songs der Beatles im Punksound der Ramones. Ihr äußeres Erscheinungsbild war eine Mischung aus den Beatles während der Beatlemania-Phase und einer Punkband. Die Band war vor allem erfolgreich in England, wo sie mehrmals auf Tournee war und sogar zweimal im Cavern Club in Liverpool gastierte, sowie in Japan, wo sie mit zwei Alben in den Top 50 der Musik-Charts landete.

## Mitglieder
Jedes Mitglied trägt einen Künstlernamen, bestehend aus dem Namen eines Beatles-Mitglieds und eines einer bekannten Punkrockband, mit passendem Instrument.
- Joey Lennon: Anspielung auf Joey Ramone (Ramones) und John Lennon
- Dee Dee Harrison: Anspielung auf Dee Dee Ramone (Ramones) und George Harrison
- Sid McCartney: Anspielung auf Sid Vicious (Sex Pistols) und Paul McCartney
- Markey Starkey: Anspielung auf Marky Ramone und Ringo Starr (bürgerlicher Name: Richard Starkey)

## Diskografie
- 1998: The Punkles
- 2002: Beat the Punkles!
- 2002: Punk
- 2003: 1998–2003
- 2004: Pistol
- 2006: The Punkles for Sale!